# Systoechus albicans
Systoechus albicans är en tvåvingeart som först beskrevs av Macquart 1846.  Systoechus albicans ingår i släktet Systoechus och familjen svävflugor.
Artens utbredningsområde är Algeriet. Inga underarter finns listade i Catalogue of Life.